# Jonathan Jackson
Jonathan Stevens Jackson (Orlando, Florida, 11 mei 1982) is een Amerikaans acteur. Jackson speelde tussen 1993 en 1999 de rol van Lucky Spencer in General Hospital. Hij won er drie Daytime Emmy Awards mee. Hij stopte met de rol om zich meer te concentreren op zijn filmcarrière. Hij is onder meer te zien in Insomnia, Dirty Dancing: Havana Nights, Tuck Everlasting en Riding the Bullet. Sinds 2012 heeft hij een vaste rol in de tv-serie Nashville waarin hij de rol van Avery Barkley vervult. 
Sinds 21 juni 2002 is hij getrouwd met actrice Lisa Vultaggio. Hij heeft 2 zonen en een dochter. 

## Filmografie
- Camp Nowhere (1994) - Morris 'Mud' Himmel
- Prisoner of Zenda, Inc. (Televisiefilm, 1996) - Rudy Gatewick/Oliver Gillis
- Boy Meets World Televisieserie - Ricky Ferris (Afl., Starry Night, 1998|Honesty Night, 1998)
- General Hospital Televisieserie - Lucky Spencer (Afl. onbekend, 1993-1999)
- The Deep End of the Ocean (1999) - Vincent Cappadora op 16-jarige leeftijd
- Trapped in a Purple Haze (Televisiefilm, 2000) - Max Hanson
- True Rights (2000) - Charlie Vick
- Crystal Clear (2000) - Eddie
- Skeletons in the Closet (2001) - Seth Reed
- Night Visions Televisieserie - Devin (Afl., If a Tree Falls..., 2001)
- On the Edge (2001) - Toby
- Insomnia (2002) - Randy Stetz
- Tuck Everlasting (2002) - Jesse Tuck
- The Twilight Zone Televisieserie - Martin (Afl., Sunrise, 2003)
- Dirty Dancing: Havana Nights (2004) - James Phelps
- Riding the Bullet (2004) - Alan Parker
- Venom (2005) - Eric
- A Little Thing Called Murder (Televisiefilm, 2006) - Kenny Kimes
- Terminator: The Sarah Connor Chronicles Televisieserie - Kyle Reese (Afl., Dungeons & Dragons, 2008)
- Kalamity (2008) - Stanley Keller (Post-productie)
- Nashville (Televisieserie, 2012) - Avery Barkley

- Bibliothèque nationale de France: cb15113370z (data)
- Gemeinsame Normdatei: 1081772204
- International Standard Name Identifier: 0000 0001 1464 0293
- Library of Congress Control Number: no2005084695
- MusicBrainz: 0215c0ee-4184-4b33-9321-b2a5bc82488a
- Virtual International Authority File: 162868374
- WorldCat: E39PBJyrYQJYhKvkxRCDpyKyBP